# Бовиль (Верхняя Гаронна)
Бови́ль (фр. Beauville, окс. Bauvila) — коммуна во Франции, находится в регионе Юг — Пиренеи. Департамент — Верхняя Гаронна. Входит в состав кантона Караман. Округ коммуны — Тулуза.
Код INSEE коммуны — 31055.

## География

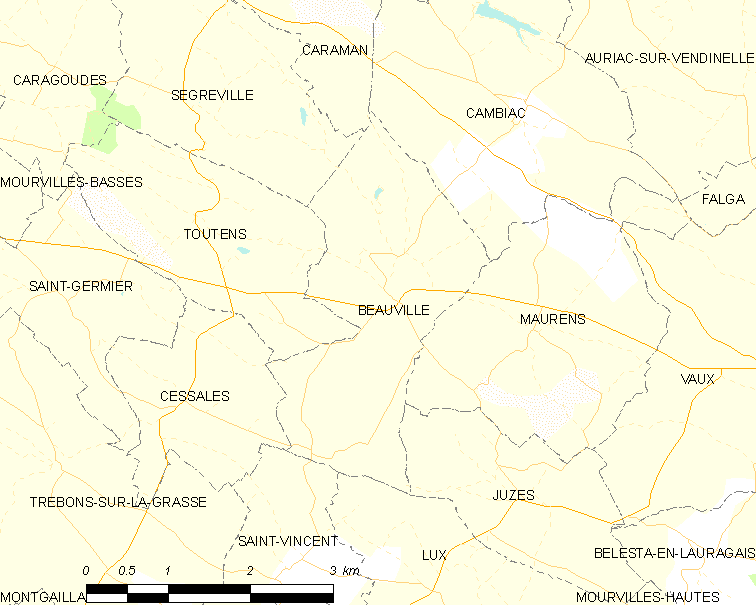
Карта коммуны

Коммуна расположена приблизительно в 600 км к югу от Парижа, в 31 км к юго-востоку от Тулузы.
На юге коммуны протекает небольшая река Грас (фр. Grasse).

## Климат
Климат умеренно-океанический. Зима мягкая и снежная, весна характеризуется сильными дождями и грозами, лето сухое и жаркое, осень солнечная. Преобладают сильные юго-восточные и северо-западные ветры.

## Население
Население коммуны на 2010 год составляло 136 человек.
| 1962 | 1968 | 1975 | 1982 | 1990 | 1999 | 2010 |
| ---- | ---- | ---- | ---- | ---- | ---- | ---- |
| 136  | 113  | 95   | 100  | 82   | 106  | 136  |

## Администрация
| Период | Период | Фамилия      | Партия | Примечания |
| ------ | ------ | ------------ | ------ | ---------- |
| 1995   | 2014   | Жерар Фурнье |        |            |
| 2014   | 2020   | Тьерри Пу    |        |            |

## Экономика
В 2010 году среди 93 человек трудоспособного возраста (15—64 лет) 75 были экономически активными, 18 — неактивными (показатель активности — 80,6 %, в 1999 году было 76,8 %). Из 75 активных жителей работали 70 человек (37 мужчин и 33 женщины), безработных было 5 (2 мужчин и 3 женщины). Среди 18 неактивных 6 человек были учениками или студентами, 6 — пенсионерами, 6 были неактивными по другим причинам.

## Достопримечательности
- Церковь Св. Иоанна Крестителя